# Premio Aga Khan para la Ficción
El Premio Aga Khan para la Ficción (Aga Khan Prize for Fiction) es concedido por los  redactores de la revista Paris Review, para el que consideran el mejor cuento publicado en la revista durante el año anterior. Al ganador se le entrega un premio de mil dólares. El premio fue establecido por el Sultán Mahommed Shah, más conocido como Aga Khan III, y fue concedido por primera vez en 1956.
Aunque el dinero otorgado es el mismo que en tantos otros premios literarios en los Estados Unidos, ya que la revista atrae a algunos autores reconocidos, los ganadores del premio a menudo son frecuentemente reconocidos escritores, la mayor parte han ganado antes otros premios literarios importantes.

## Ganadores
- 2004: Annie Proulx, volumen 171, “The Wamsutter Wolf”

- 2003: Michael Chabon, volumen 166, "The Final Solution"

- 2002: Denis Johnson, volumen 162, for “Train Dreams”

- 2001: Maile Meloy, volumen 158, “Aqua Boulevard”

- 2000: Marcel Moring, volumen 155, “East Bergholt”

- 1999: Robert Antoni, volumen 152, “My Grandmother's Tale of How Crab-o Lost His Head”

- 1998: Will Self, volumen 146, “Tough Tough Toys for Tough Tough Boys”

- 1997: David Foster Wallace, volumen 144, “Brief Interviews with Hideous Men #6”

- 1996: Patricia Eakins, volumen 140, “The Garden of Fishes”

- 1995: A. S. Byatt, volumen 133, “The Djinn in the Nightingale's Eye”

- 1994: Rick Moody, volumen 131, “The Ring of Brightest Angels around Heaven”

- 1993: Charles D'Ambrosio, volumen 126, “Her Real Name”

- 1992: Joanna Scott, volumen 123, “A Borderline Case”

- 1991: Jeffrey Eugenides, volumen 117, “The Virgin Suicides”

- 1990: Larry Woiwode, volumen 114, “Summer Storms”

- 1989: John Banville, volumen 113, “The Book of Evidence”

- 1987: Ben Okri, volumen 105, “The Dream-Vendor's August”

- 1985: Michael Covino, volumen 94, “Monologue of the Movie Mogul”

- 1984: Norman Rush, volumen 93, “Instruments of Seduction”

- 1983: Charlie Smith, volumen 88, “Crystal River”

- 1982: T. Coraghessan Boyle, volumen 84, “Greasy Lake”

- 1979: Norman Lock, volumen 76, “The Love of Stanley Marvel & Claire Moon”

- 1978: Dallas Wiebe, volumen 73, “Night Flight to Stockholm”

- 1977: C.W. Gusewelle,  70, “Horst Wessel”

- 1976: Bart Midwood, volumen 66, “John O'Neill versus the Crown”

- 1975: David Evanier, volumen 61, “Cancer of the Testicles”

- 1974: Lamar Herrin, volumen 59, “The Rio Loja Ringmaster”

- 1973: Paul West, volumen 57, “Tan Salaam”

- 1967: Christina Stead, volumen 40, “George”

- 1965: Jeremy Larner, volumen 33, “Oh, the Wonder!”

- 1962: Albert Guerard, volumen 28, “The Lusts & Gratification of Andrada”

- 1961: Thomas Whitbread, volumen 24, “The Rememberer”

- 1958: Philip Roth, volumen 19, “Epstein”

- 1956: Gina Berriault, volumen 12, “Around the Dear Ruin”

- 1956: John Langdon, volumen 12, “The Blue Serge Suit”